# Erlebnismuseum Westfälische Salzwelten
Das Erlebnismuseum Westfälische Salzwelten ist ein Museum in Bad Sassendorf, Kreis Soest. Sein Schwerpunkt ist der Rohstoff Salz. Die Dauerausstellung thematisiert die Entwicklung des Salzgewinnungsprozesses sowie die Bedeutung von Salz und Sole für die Menschen. 
Das Museum ist Teil der Westfälischen Salzroute.

## Geschichte
Bad Sassendorf war ein Sälzerdorf. Wie in weiteren Orten am Hellweg wurde dort Salz aus Sole gewonnen. Die Salzproduktion in der Gemeinde endete 1952. 
Die Westfälischen Salzwelten mit einer Ausstellungsfläche von über 900 m² wurden 2015 im Wirtschaftsgebäude des etwa 600 Jahre alten Hofes Haulle eröffnet. In das denkmalgeschützte Gebäude wurde eine Glaskonstruktion in Form eines Würfels integriert. Dieser soll einen Salzkristall darstellen und daran erinnern, dass Salz die wirtschaftliche Grundlage der Gegend war und ist. Die Entstehung der interaktiven Erlebnisausstellung rund um Sole, Salz und Gesundheit wurde seit dem Frühjahr 2013 mit rund 2,8 Millionen Euro Fördergeldern von der Europäischen Union, dem Land Nordrhein-Westfalen und der Gemeinde Bad Sassendorf unterstützt.

## Ausstellung
Das Museum beleuchtet im Erdgeschoss den Ursprung von Salz und Sole, erklärt wie es zur Kristallstruktur des Salzes kommt sowie die Geschichte rund um die Salzgewinnung in der Hellwegregion. 
Im Obergeschoss dreht sich alles um Salz und Sole im Alltag. Anhand von einzelnen Beispielen wird spielerisch mit einer Frage- und Antwort-Lichtinstallation dargestellt, wie viel Salz in einigen unserer Lebensmittel steckt. An anderer Stelle wird mit interaktiven Objekten vermittelt, dass der Körper des Menschen ohne Salz nicht funktioniert oder auch, dass ein hoher Salzgehalt im Wasser einen menschlichen Körper besser trägt als Süßwasser.
Die Ausstellung ist mit allen Sinnen erfahrbar und barrierefrei.